# Professor Jamil
Professor Jamil is een gemeente in de Braziliaanse deelstaat Goiás. De gemeente telt 3.381 inwoners (schatting 2009).